# Hnaberd (Aragatsotn)
Hnaberd (en idioma armenio: Հնաբերդ, también romanizado como Khnaberd; anteriormente, Kyrkhdagirman y Kirkhdagirman) es una comunidad rural en la provincia de Aragatsotn de Armenia.
En 2009 tenía 2289 habitantes.
El pueblo tiene una iglesia del siglo V y lo que fue una gran fortaleza de la época del reino de Urartu.
Se ubica junto a la carretera H21 al norte del monte Aragats, en el límite con Shirak.